# Baudrecourt (Haute-Marne)
Baudrecourt település Franciaországban, Haute-Marne megyében. Lakosainak száma 85 fő (2022. január 1.). Baudrecourt Morancourt, Charmes-la-Grande, Courcelles-sur-Blaise, Dommartin-le-Franc, Dommartin-le-Saint-Père és Doulevant-le-Château községekkel határos.

## Népesség
A település népességének változása:
| Lakosok száma | 161  | 116  | 114  | 122  | 103  | 97   | 92   | 89   | 87   | 85   |
|               | 1968 | 1982 | 1990 | 2006 | 2013 | 2015 | 2017 | 2019 | 2020 | 2022 |